# Play5
Play5 es un canal de televisión Belga para la Comunidad Flamenca de Bélgica, que comenzó sus emisiones el 1 de octubre de 2004. Es el segundo canal del grupo SBS Belgium, cuyo canal principal es VIER.

## Historia
El 1 de octubre de 2004 comenzó sus emisiones con el nombre de VIJFtv y en su primer año de emisión alcanzó el 5% de cuota de mercado en Flandes. En enero de 2006, paso a emitir las 24 horas del día.
VIJF comenzó sus emisiones el 1 de octubre de 2004 con el nombre de VIJFtv por SBS Belgium. La cadena está orientada principalmente a un público femenino de entre 20 y 49 años. Desde enero de 2006 emite las 24 horas del día.
El 27 de septiembre de 2007, el grupo de comunicación alemán ProSiebenSat.1 Media adquirió SBS Belgium por 3,3 mil millones €, hasta que en el año 2011 decidió vender VIJFtv al grupo De Vijver Media.

## Programación
La programación de VIJF dedica la mayor parte de su parrilla a programas y series estadounidenses como Dallas, Rizzoli & Isles o The Good Wife.

## Identidad visual

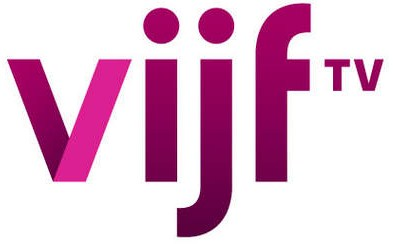
Logo de Vijf del 1 de octubre de 2004 al 2 de septiembre de 2012.
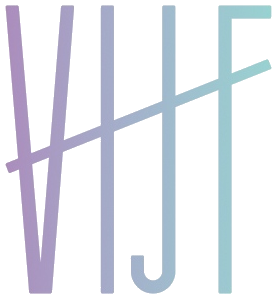
Logo de Vijf del 3 de septiembre de 2012 al 29 de agosto de 2018.
Logo de Vijf desde el 30 de agosto de 2018.